# وشرویچی
وشرویچی (به لاتین: Vašarovići) یک زیستگاه انسانی در بوسنی و هرزگوین است که در لیوبوشکی واقع شده‌است.